# Benigno Aquino, Jr.
Benigno Simeon "Ninoy" Aquino, Jr. (ngày 27 tháng 11 năm 1932 - 21 tháng 8 năm 1983) là một Thượng nghị sĩ Philippines (1967-1972) và là một cựu Thống đốc Tarlac. Aquino, cùng với Gerry Roxas và Jovito Salonga, hình thành các lãnh đạo của phe đối lập với chính phủ của Tổng thống Ferdinand Marcos. Một thời gian ngắn sau khi thiết quân luật, ông bị bắt vào năm 1972 cùng với những nhà đối kháng khác và bị giam giữ trong bảy năm. Năm 1980 Aquino đã được cho phép sang Hoa Kỳ để điều trị y tế sau một cơn đau tim. Ông bị ám sát tại sân bay quốc tế Manila vào năm 1983 khi trở về. Cái chết của ông đã giúp vợ ông, Corazon Aquino, tiến vào cuộc sống chính trị Philippines, khiến bà chạy đua trong cuộc bầu cử tổng thống đột xuất đại diện cho đảng UNIDO năm 1986.
Trong số các công trình công cộng khác, sân bay quốc tế Manila từ đó đã được đổi tên thành sân bay quốc tế Ninoy Aquino để vinh danh ông, và kỷ niệm ngày mất của ông đã trở thành một ngày lễ quốc gia ở Philiippines.